# Revolution (Six Flags Magic Mountain)
The New Revolution (eerder Revolution, La Revolución en Great American Revolution) is een stalen achtbaan in het Amerikaanse attractiepark Six Flags Magic Mountain.

## Algemene Informatie
Revolution is gebouwd in 1976 door Anton Schwarzkopf en was destijds de eerste "moderne" achtbaan met een verticale looping ter wereld. Revolution is 1054 meter lang, gaat 34 meter hoog en heeft een topsnelheid van 89 km/u. De rit duurt 2:12 en de achtbaan kan 1400 personen per uur verwerken.

## Veiligheidsbeugels
Oorspronkelijk reden op deze achtbaan treinen met heupbeugels zoals op alle Schwarzkopf-achtbanen. Deze werden in de jaren '80 / '90 echter vervangen door treinen met schouderbeugels zoals meer gebruikelijk is bij achtbanen met inversies.
In 2015 kreeg de achtbaan een grote opknapbeurt. De baan werd opnieuw geschilderd en er kwamen nieuwe treinen, opnieuw met heupbeugels.

## Trivia
De achtbaan Revolution komt voor in de film Rollercoaster uit 1977. De achtbaan is op dat moment fonkelnieuw en is het hoogtepunt van de film.